# Северная Колбиха
Северная Колбиха — река в Томской области России, левый приток Колбихи. Устье реки находится в 9 км от устья Колбихи по левому берегу. Протяжённость реки 16 км. Высота устья 128 м. Высота истока 164 м.

## Данные водного реестра
По данным государственного водного реестра России относится к Верхнеобскому бассейновому округу,
 речной бассейн реки — (Верхняя) Обь до впадения Иртыша,
 речной подбассейн реки — Чулым,
 водохозяйственный участок реки — Чулым от в/п с. Зырянское до устья.
Код водного объекта — 13010400312115200021599.